# Chitoniscus lobipes
Chitoniscus lobipes är en insektsart som beskrevs av Ludwig Redtenbacher 1906. Chitoniscus lobipes ingår i släktet Chitoniscus och familjen Phylliidae. Inga underarter finns listade i Catalogue of Life.